# Zagato Zele
Der Zagato Zele (in den USA auch Elcar) ist ein Elektroauto, das Mitte der 1970er Jahre von dem italienischen Karosseriewerk Zagato hergestellt 
wurde.

## Konstruktion
Der Zele ist ein 1,95 Meter langes Rollermobil mit auf einem Kastenrahmen aufgebauter Kunststoffkarosserie, zwei Türen, Heckklappe und zwei Sitzen. Viele Komponenten des Fahrwerks wurden von Fiat übernommen. Die Gürtelreifen der Größe 145 SR 10 stammten ursprünglich von Michelin.

## Antrieb

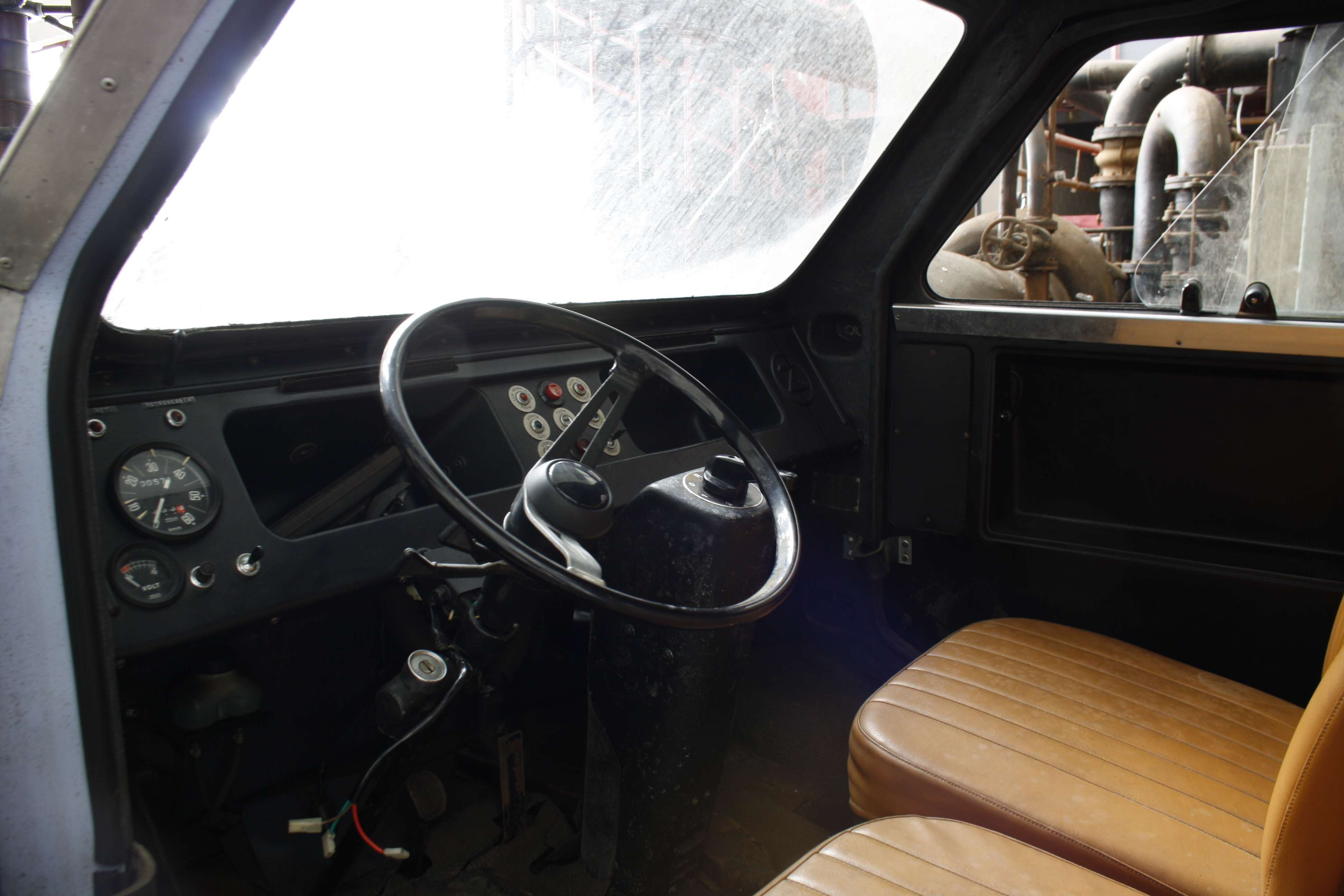
Armaturenbrett

Angetrieben wird das Fahrzeug von einem Elektro-Mittelmotor, der 3,5 kW (4,8 PS) leistet und von Marelli stammt. Mit einem Handschaltgetriebe können drei Vorwärts- und eine Rückwärtsfahrstufe gewählt werden. Die Motorleistung wird mit einem zweistufigen Fahrpedal gesteuert. Bei ganz durchgetretenem Pedal beträgt die Spannung je nach Fahrstufe 24, 36 oder 48 Volt. Die Höchstgeschwindigkeit liegt bei 40 km/h.
Acht 12-Volt-Batterien, die zusammen 160 kg wiegen, befinden sich in einer seitlich ausziehbaren Schublade unter dem Fahrzeugboden. Sie können bei 25 Ampere innerhalb von sechs Stunden aufgeladen werden.

## Modellgeschichte
Bei Zagato in Terrazzano di Rho (Metropolitanstadt Mailand) wurden die Modelle Zele 1000 und Zele 2000 hergestellt, die sich lediglich in der Reichweite unterscheiden. Beim 1000 beträgt diese maximal 70 km, beim 2000 bis zu 100 km.
Etwa ab 1975 wurden beide Modelle außerdem in Elkhart (Indiana) durch die Elcar Corporation montiert und von dort aus in den USA angeboten. Dort erhielten sie die Verkaufsbezeichnung Elcar 1000 bzw. Elcar 2000.
Insgesamt sollen ungefähr 500 Exemplare gebaut worden sein.